# 红金眼鲷
红金眼鲷，俗称紅大目仔、红皮刀，日本料理中称呼为金目鲷，是金眼鲷科金眼鲷属的鱼类，广泛分布于全球热带与亚热带海域。该鱼身体大部分为亮红色，腹部为银灰色，口大而斜向前，眼睛极大，主要以甲壳类、头足类和小鱼为食。该鱼主要栖息于400—800米水深的大陆坡上，但鱼苗通常在浅海成长。红金眼鲷是商业价值极高的食用鱼，适宜各种烹饪方式。其分布范围内多处水域有针对此鱼的大规模商业捕捞，也因此该鱼在部分海域的种群严重衰退。

## 物种命名
红金眼鲷由英国生物学家理查德·托马斯·罗威于1833年在伦敦动物学会的会议论文中正式描述，其正模标本采集自马德拉群岛海域。其属名“Beryx”据称是康拉德·格斯纳书籍中的鱼名，但具体指代的物种已不可考，而该鱼的种加词“splendens”意为“发光”，指的是其亮红色的体色。

## 外貌描述
红金眼鲷身形椭圆而侧扁，身体大部为亮红色，而腹部为银粉色。该鱼口大、斜向前，口中有绒毛状齿。其背鳍上有3—4根棘刺与12—15根鳍条。该鱼臀鳍起点大致与背鳍末端对齐，其上有4根棘刺与25—30根鳍条，尾鳍深叉。

## 物种分布
红金眼鲷广泛分布于全球除东北太平洋以外的热带与亚热带水域。其在印度洋-太平洋海域的分布范围西至东非海岸，东至日本与新西兰，在东大西洋的智利沿岸亦有分布。该鱼在东大西洋分布于北至南欧与加那利群岛，南至南非的水域，在西大西洋的分布范围则位于缅因湾至墨西哥湾之间。传统观点认为红金眼鲷并不分布于地中海，但其在西地中海有零星记录，可能是东大西洋的种群经直布罗陀海峡扩散所致。

## 生态与习性

### 栖息地

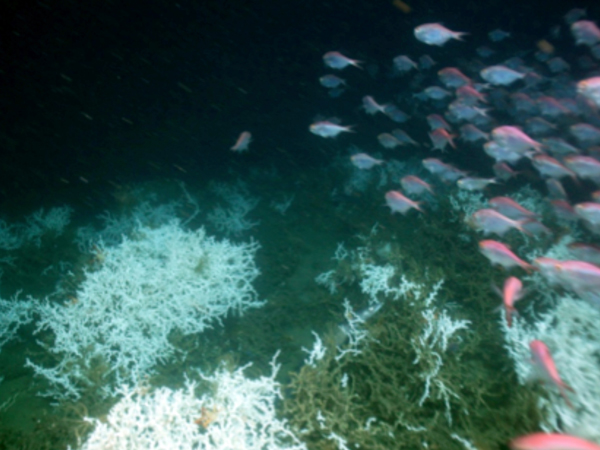
红金眼鲷常栖息于深水珊瑚附近

红金眼鲷为底栖鱼类，一般栖息于大陆坡上，水深通常在400—800米之间，最深可达1300米。其多出没于海底山、海底高原与洋中脊上方，尤其是存在深水珊瑚的栖息地。

### 食性
红金眼鲷为肉食性鱼类。其猎物种类繁多，包括虾、蟹、虾蛄、等足类等甲壳类、头足类、樽海鞘，以及灯笼鱼、钻光鱼、蝰鱼、带鱼等深海鱼。其中，较小的个体一般以无脊椎动物为食，而更大的个体会捕食更多的鱼类。该鱼有成群进行昼夜垂直迁移的习性，其会在夜间追逐猎物前往较浅的水域觅食，至昼间再返回深水。

### 生命周期
不同海域的红金眼鲷繁殖季不尽相同。新喀里多尼亚的红金眼鲷在每年10—12月繁殖，智利水域的红金眼鲷繁殖季则是每年6—11月，而马卡罗尼西亚水域的则是每年的秋冬季节.其鱼苗会上浮至海面附近，一般在水深不超过50米的浅海发育。该鱼的鱼苗在长至约2厘米时体态已经与成鱼高度相似，但其背鳍的第1鳍条极长，可达该鱼吻部至尾柄距离的3倍。这一特征会在幼鱼体长超过17厘米后逐渐消失。红金目鲷平均在体长28—38厘米时达到性成熟，具体长度因海域而定，此时年龄约为6—8岁。

### 天敌与寄生虫
远洋白鳍鲨、直翅真鲨和镰状真鲨会捕食红金眼鲷，而其体内则有黏体动物与异尖线虫寄生。

## 经济利用

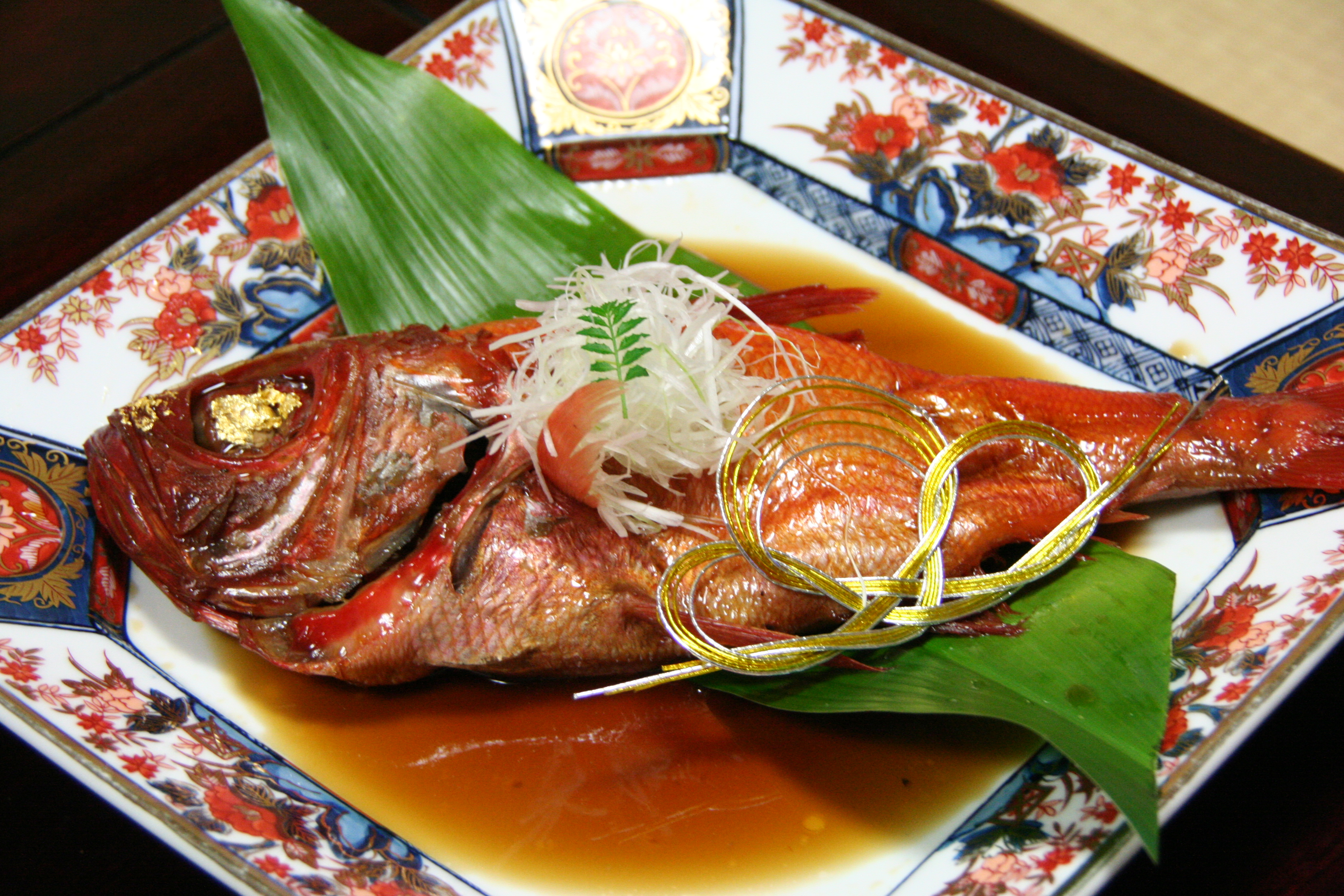
以日本清酒蒸煮的红金眼鲷

红金眼鲷为高经济价值的食用鱼，印度洋-太平洋海域、新西兰、智利以及北大西洋均有针对其的底拖网与延绳捕捞作业。其肉质鲜美，适宜蒸、烤、煮等烹调方式，鲜鱼亦可用于制作生鱼片。

## 种群保育
红金眼鲷在纽芬兰、新英格兰、新西兰以及智利的种群均因过度捕捞而大幅衰退，而捕鱼使用的底拖网亦对其赖以生存的深水珊瑚栖息地造成了严重破坏。其中，纽芬兰、新英格兰以及智利的种群均已衰退到商业捕捞无利可图的程度。然而，考虑到该鱼在西非的各处海底山尚有相当庞大且健康的种群，IUCN将此物种评为“无危”。

## 外部連結
- 紅金眼鯛(Beryx splendens; Lowe, 1834) （页面存档备份，存于）